# Fernand Widal
Georges-Fernand Isidore Widal (født 9. marts 1862 i Dellys i Algier, død 14. januar 1929) var en fransk serolog.
Widal tog doktorgraden 1889 med en afhandling: Étude sur l'infection puerperale, blev agrégé ved det medicinske fakultet 1895 og indvalgtes 1906 som medlem af Académie de médecine. Hans reaktion er en specifik agglutination i blodet under tyfus, optrædende allerede i den anden uge af sygdommen (Sérodiagnostic de la fièvre typhoïde, Societé médicine des hôpitaux, 26. juni 1896, og sammen med Arthur Sicard i Annales de l'Institut Pasteur, XI, 1897). Josef Breuer og Ronald Ross (Lancet 1902) har bestridt Widals prioritet, og tillagt Max von Gruber og hans assistenter den.